# Planches
Planches ist eine französische Gemeinde mit 181 Einwohnern (Stand: 1. Januar 2022) im Département Orne in der Region Normandie. Sie gehört zum Arrondissement Mortagne-au-Perche und zum Kanton Rai.
Nachbargemeinden sind Échauffour im Norden, Sainte-Gauburge-Sainte-Colombe im Nordosten, Fay im Südosten, Ferrières-la-Verrerie im Süden, Brullemail und Saint-Léonard-des-Parcs im Südwesten und Merlerault-le-Pin im Westen und Nordwesten. 

## Bevölkerungsentwicklung
| Jahr      | 1962 | 1968 | 1975 | 1982 | 1990 | 1999 | 2008 | 2016 |
| --------- | ---- | ---- | ---- | ---- | ---- | ---- | ---- | ---- |
| Einwohner | 331  | 307  | 230  | 219  | 192  | 201  | 183  | 196  |